# روسوليات
الروسوليات (الاسم العلمي: Russulales) هي رتبة من الفطريات تتبع الطائفة الغاريقونانية من شعبة الفطريات الدعامية.

## فصائل
- الروسولية
- المرجاسية